# 1994年のJリーグ
1994年のJリーグは、リーグ戦が3月12日に開幕、11月19日に日程を終了し、11月26日、12月2日にチャンピオンシップを行った。リーグの優勝クラブはサントリーシリーズがサンフレッチェ広島、ニコスシリーズがヴェルディ川崎で、チャンピオンシップにより決定された年間総合優勝はヴェルディ川崎。

## 参加クラブ
1994年シーズンのJリーグのクラブは以下の通り。前年に導入された準会員制度に基づき、ジャパンフットボールリーグからベルマーレ平塚とジュビロ磐田が新たに正会員としてリーグに加わったため、全部で12クラブとなった。
※前年度成績=1993年のJリーグ前後期を通算した順位を記載
| チーム名               | 監督                     | 所在 都道府県 | ホームスタジアム                 | 前年成績 |
| ---------------------- | ------------------------ | ------------- | -------------------------------- | -------- |
| 鹿島アントラーズ       | 宮本征勝                 | 茨城県        | 茨城県立カシマサッカースタジアム | 2位      |
| 浦和レッズ             | 横山謙三                 | 埼玉県        | 浦和市駒場陸上競技場             | 10位     |
| ジェフユナイテッド市原 | 清雲栄純                 | 千葉県        | 市原臨海競技場                   | 8位      |
| ヴェルディ川崎         | 松木安太郎               | 神奈川県      | 等々力陸上競技場                 | 1位      |
| 横浜マリノス           | 清水秀彦                 | 神奈川県      | 三ツ沢公園球技場                 | 4位      |
| 横浜フリューゲルス     | 加茂周                   | 神奈川県      | 三ツ沢公園球技場                 | 6位      |
| ベルマーレ平塚         | 古前田充                 | 神奈川県      | 平塚競技場                       | J1 1位   |
| 清水エスパルス         | エメルソン・レオン       | 静岡県        | 清水市日本平運動公園球技場       | 3位      |
| ジュビロ磐田           | ハンス・オフト           | 静岡県        | ジュビロ磐田サッカースタジアム   | J1 2位   |
| 名古屋グランパスエイト | ゴードン・ミルン         | 愛知県        | 名古屋市瑞穂公園陸上競技場       | 9位      |
| ガンバ大阪             | 釜本邦茂                 | 大阪府        | 万博記念競技場                   | 7位      |
| サンフレッチェ広島     | スチュワート・バクスター | 広島県        | 広島スタジアム                   | 5位      |

1. ↑  第2ステージは全面増築工事のため埼玉県大宮公園サッカー場に暫定移転
2. ↑  横浜F=特別活動地域：長崎県、熊本県、鹿児島県
3. ↑  横浜F=長崎県立総合運動公園陸上競技場、熊本市水前寺競技場、鴨池陸上競技場を併用
4. ↑  湘南ベルマーレ改め
5. 1 2  旧JFL1部リーグ
6. ↑  第2ステージは全面増築工事のため静岡県草薙総合運動場陸上競技場に暫定移転
7. ↑  第1ステージは全面改修工事のため名古屋市瑞穂公園ラグビー場に暫定移転
8. ↑  試合数全体では広島ビッグアーチで過半数を開催

## レギュレーション
基本的に前年のレギュレーションを踏襲している。リーグは2ステージ制で行われ、12クラブが各ステージごとにホーム・アンド・アウェー2回戦各22試合×2ステージ=44試合（総試合数132試合×2ステージ=264試合）を戦った。
試合は、リーグ戦全試合を完全決着方式で開催し、前後半90分で決着が付かない場合、前後半15分ずつのVゴール方式による延長戦を行い、それでも決着が付かない場合はPK戦を行う。「90分勝利」「Vゴール勝利」「PK戦勝利」に優劣は与えず、純粋に勝利数のみで順位が決定する。各ステージの1位（ステージ優勝者）同士が2回戦制のJリーグチャンピオンシップを戦い、勝者が年間優勝、敗者が年間2位となる。なお、年間順位の3位以下は、チャンピオンシップに出場しなかった10クラブの間で「年間勝利数→得失点差→総得点」の順で定めた。
それぞれのステージならびにチャンピオンシップは冠スポンサー大会とされ、第1ステージを「サントリーシリーズ」、第2ステージを「日本信販・NICOSシリーズ」とそれぞれ称して行った。また、チャンピオンシップについてもサントリーが冠スポンサーとなり「サントリー・チャンピオンシップ」の名称で開催された。

## スケジュール
前年より2か月早い3月12日開幕になったことで、前年の過密スケジュールが若干緩和された。土曜日の開催に特化し、水曜日の開催は極力減らすように日程が組まれた。サントリーシリーズは6月15日まで行われ、その後FIFAワールドカップアメリカ大会のための2ヶ月中断を挟んでNICOSシリーズは8月10日から11月19日の間で行われた。
サントリーチャンピオンシップは11月26日・12月2日に開催された。

## リーグ概要
サントリーシリーズは3年目を迎えたスチュワート・バクスターの戦術が浸透した広島が開幕6連勝を飾るなど勢いに乗る。しかし、第7節のV川崎戦に0-5で大敗し、清水に首位を明け渡す。清水は第9節の広島との直接対決でも3-1と快勝し、第4節からの連勝を9まで伸ばす。ところが、第13節の鹿島戦にPK戦で敗れると、そこから4連敗と失速し、再び広島が首位となる。そして、天王山となった第19節の清水vs広島戦では2-1で広島が勝利し優勝に前進、広島は第21節の磐田戦の勝利で初優勝を果たす。
この年のトピックとしては、W杯終了後に始まったNICOSシリーズにおいて、ブラジル代表のレオナルドがジーコの引退した鹿島へ、ユーゴスラビア代表のドラガン・ストイコビッチが名古屋へ、そしてドイツ代表のギド・ブッフバルトが浦和へそれぞれ加入するなど、W杯本大会を経験した各国の代表選手が続々とJリーグに加入したことが挙げられる。NICOSシリーズでは、前年王者のV川崎に対し、サントリーシリーズでは下位に低迷しつつも、攻撃的なサッカーでリーグに旋風を巻き起こした平塚との優勝争いとなったが、地力を発揮したV川崎が2年連続で制した。
NICOSシリーズにおいて、浦和と清水は本来の本拠地（浦和=浦和市駒場陸上競技場、清水=清水市日本平球技場）が改修工事のため使えなかったため、それぞれ埼玉県大宮サッカー場、静岡県草薙総合運動場陸上競技場を暫定本拠地とした。また、広島は登録上の本拠地は広島スタジアムのままながら、ホームゲームの過半数を広島ビッグアーチで開催し、事実上本拠を移転した。

## 順位表
| 順 | チーム                 | 試 | 勝 | 敗 | 得 | 失 | 差  | 出場権 |
| -- | ---------------------- | -- | -- | -- | -- | -- | --- | ------ |
| 1  | サンフレッチェ広島     | 22 | 17 | 5  | 44 | 26 | +18 | CS出場 |
| 2  | 清水エスパルス         | 22 | 16 | 6  | 41 | 25 | +16 |        |
| 3  | 鹿島アントラーズ       | 22 | 16 | 6  | 45 | 32 | +13 |        |
| 4  | ヴェルディ川崎         | 22 | 14 | 8  | 43 | 21 | +22 |        |
| 5  | 横浜フリューゲルス     | 22 | 13 | 9  | 36 | 27 | +9  |        |
| 6  | ジェフユナイテッド市原 | 22 | 10 | 12 | 34 | 43 | −9  |        |
| 7  | ジュビロ磐田           | 22 | 9  | 13 | 27 | 32 | −5  |        |
| 8  | 名古屋グランパスエイト | 22 | 9  | 13 | 23 | 28 | −5  |        |
| 9  | 横浜マリノス           | 22 | 8  | 14 | 29 | 35 | −6  |        |
| 10 | ガンバ大阪             | 22 | 7  | 15 | 37 | 46 | −9  |        |
| 11 | ベルマーレ平塚         | 22 | 7  | 15 | 27 | 54 | −27 |        |
| 12 | 浦和レッズ             | 22 | 6  | 16 | 26 | 43 | −17 |        |

| 順 | チーム                 | 試 | 勝 | 敗 | 得 | 失 | 差  | 出場権 |
| -- | ---------------------- | -- | -- | -- | -- | -- | --- | ------ |
| 1  | ヴェルディ川崎         | 22 | 17 | 5  | 48 | 26 | +22 | CS出場 |
| 2  | ベルマーレ平塚         | 22 | 16 | 6  | 48 | 26 | +22 |        |
| 3  | 横浜マリノス           | 22 | 14 | 8  | 44 | 26 | +18 |        |
| 4  | サンフレッチェ広島     | 22 | 12 | 10 | 27 | 31 | −4  |        |
| 5  | 鹿島アントラーズ       | 22 | 11 | 11 | 44 | 36 | +8  |        |
| 6  | 清水エスパルス         | 22 | 11 | 11 | 28 | 31 | −3  |        |
| 7  | ジュビロ磐田           | 22 | 11 | 11 | 29 | 37 | −8  |        |
| 8  | 横浜フリューゲルス     | 22 | 9  | 13 | 31 | 33 | −2  |        |
| 9  | ジェフユナイテッド市原 | 22 | 9  | 13 | 35 | 42 | −7  |        |
| 10 | ガンバ大阪             | 22 | 8  | 14 | 29 | 36 | −7  |        |
| 11 | 浦和レッズ             | 22 | 8  | 14 | 33 | 51 | −18 |        |
| 12 | 名古屋グランパスエイト | 22 | 6  | 16 | 33 | 54 | −21 |        |

### 年間総合順位
上位2チームの順位はJリーグチャンピオンシップの結果により確定する。
| 順位 | クラブ名               | 勝 | 負 | 得点 | 失点 | 差  | 備考                   |
| ---- | ---------------------- | -- | -- | ---- | ---- | --- | ---------------------- |
|      | ヴェルディ川崎         | 31 | 13 | 91   | 47   | +44 | ニコスシリーズ優勝     |
|      | サンフレッチェ広島     | 29 | 15 | 71   | 57   | +14 | サントリーシリーズ優勝 |
| 3    | 鹿島アントラーズ       | 27 | 17 | 89   | 68   | +21 |                        |
| 4    | 清水エスパルス         | 27 | 17 | 69   | 56   | +13 |                        |
| 5    | ベルマーレ平塚         | 23 | 21 | 75   | 80   | -5  |                        |
| 6    | 横浜マリノス           | 22 | 22 | 73   | 61   | +12 |                        |
| 7    | 横浜フリューゲルス     | 22 | 22 | 67   | 60   | +7  |                        |
| 8    | ジュビロ磐田           | 20 | 24 | 56   | 69   | -13 |                        |
| 9    | ジェフユナイテッド市原 | 19 | 25 | 69   | 85   | -16 |                        |
| 10   | ガンバ大阪             | 15 | 29 | 66   | 82   | -16 |                        |
| 11   | 名古屋グランパスエイト | 15 | 29 | 56   | 82   | -26 |                        |
| 12   | 浦和レッドダイヤモンズ | 14 | 30 | 59   | 94   | -35 |                        |

## サントリーチャンピオンシップ
Jリーグチャンピオンシップについてはサントリーが冠スポンサーとなり、サントリー・チャンピオンシップの名称で開催された。
| 1994年11月26日 第1戦 | サンフレッチェ広島 | 0 - 1    | ヴェルディ川崎 | 広島市                                                              |
| 14:38                |                    | 公式記録 | 北澤豪 35分    | 競技場: 広島ビッグアーチ 観客数: 42,316 人 主審: アルベルト・テハダ |

| 1994年12月2日 第2戦 | ヴェルディ川崎  | 1 - 0    | サンフレッチェ広島 | 新宿区                                                            |
| 19:02               | ラモス瑠偉 80分 | 公式記録 |                    | 競技場: 国立競技場 観客数: 50,512 人 主審: ゾラン・ペトロヴィッチ |

合計スコアが2-0となり、ヴェルディ川崎が年間王者に決定。
テレビ中継
- 第1レグ　テレビ朝日系列・NHK BS1
- 第2レグ　TBS系列・NHK BS1

1. 1 2  当初は11月30日に等々力陸上競技場で開催予定だった。しかし芝生のコンディション上の問題や増築工事の実施のため急遽国立に変更されたが、11月30日は12月1日のトヨタカップ公式前日練習と重複したため、12月2日に延期した。

## 表彰
| 賞                 | 受賞者                             |
| ------------------ | ---------------------------------- |
| 最優秀選手賞       | ペレイラ（ヴェルディ川崎）         |
| 得点王             | オッツェ（ジェフユナイテッド市原） |
| 新人王             | 田坂和昭（ベルマーレ平塚）         |
| 優秀監督賞         | 松木安太郎（ヴェルディ川崎）       |
| 最優秀審判員賞     | ゾラン・ペトロヴィッチ             |
| 審判員特別奨励賞   | 太田潔                             |
| フェアプレー特別賞 | サンフレッチェ広島                 |
| チェアマン感謝状   | ジーコ                             |
| チェアマン感謝状   | ゲーリー・リネカー                 |
| 功労選手賞         | 加藤久                             |
| 功労選手賞         | 木村和司                           |

### ベストイレブン
| ポジション | 選手名       | 受賞回数 | 所属クラブ         |
| ---------- | ------------ | -------- | ------------------ |
| GK         | 菊池新吉     | 初       | ヴェルディ川崎     |
| DF         | ペレイラ     | 2        | ヴェルディ川崎     |
| DF         | 井原正巳     | 2        | 横浜マリノス       |
| DF         | 名塚善寛     | 初       | ベルマーレ平塚     |
| MF         | 柱谷哲二     | 2        | ヴェルディ川崎     |
| MF         | 北澤豪       | 初       | ヴェルディ川崎     |
| MF         | ラモス瑠偉   | 2        | ヴェルディ川崎     |
| MF         | ビスマルク   | 初       | ヴェルディ川崎     |
| MF         | ベッチーニョ | 初       | ベルマーレ平塚     |
| FW         | 武田修宏     | 初       | ヴェルディ川崎     |
| FW         | 高木琢也     | 初       | サンフレッチェ広島 |

## 得点ランキング
| 順位 | 選手                             | 得点 |
| ---- | -------------------------------- | ---- |
| 1    | フランク・オルデネビッツ（市原） | 30   |
| 2    | アルシンド（鹿島）               | 28   |
| 3    | ベッチーニョ（平塚）             | 24   |
| 4    | 武田修宏（V川崎）                | 23   |
| 4    | ラモン・ディアス（横浜M)         | 23   |
| 6    | トニーニョ（清水）               | 22   |
| 7    | 長谷川祥之（鹿島）               | 21   |
| 8    | イワン・ハシェック（広島）       | 19   |
| 8    | 野口幸司（平塚)                  | 19   |
| 10   | 三浦知良（V川崎）                | 16   |
| 10   | 山口敏弘（G大阪)                 | 16   |

## 記録
- Jリーグ通算1,000ゴール

メディナベージョ（横浜マリノス 1994年8月17日 - ニコスシリーズ第3節vs鹿島アントラーズ・三ツ沢公園球技場）

## Jリーグ準会員
- 柏レイソル
- 京都パープルサンガ
- セレッソ大阪
- PJMフューチャーズ

このうち、C大阪、京都とPJMは1993年秋季に準会員申請をし、C大阪は同年11月に準会員が承認された。京都とPJMは財政面・スタジアム整備などにより保留扱いとなっていたが、1994年7月に準会員が認められた。
1994年のJFLの成績により1位・C大阪と2位・柏がJリーグ入会を認められた。